# The Upside of Anger
The Upside of Anger is een film uit 2005 onder regie van Mike Binder.

## Verhaal
Terry Wolfmeyer was altijd een vrolijke en liefhebbende moeder en echtgenote. Wanneer haar man Grey haar zonder bericht verlaat, verandert dit. Ze raakt gedeprimeerd, begint te drinken en geeft nergens meer om. Haar liefde voor alcohol wordt versterkt wanneer ze bevriend raakt met haar buurman, een voormalig honkbalspeler, nu radiopresentator en alcoholist Denny. Haar dochters gaan inmiddels met hun leven verder terwijl hun moeder steeds meer met de alcohol worstelt. De oudste dochter,  Hadley, gaat uit huis, trouwt en raakt zwanger. Emily oefent nog altijd om later een balletdanseres te kunnen worden. Andy krijgt een baantje als productie-assistente bij het radiostation waar Denny werkt en ze begint een relatie met zijn producer Shep, die tweemaal zo oud is als zijzelf. Jongste dochter Lavender ('Popeye') wordt verliefd op een jongen, die homoseksueel blijkt te zijn. Alles wat de dochters doen wordt afgekeurd door hun moeder en de hechte band die ze vroeger hadden, wordt steeds minder. Popeye vraagt op een gegeven moment aan Denny of hij eigenlijk met haar moeder wil trouwen, waarop Denny 's avonds aan Terry laat weten, wat Popeye gevraagd heeft. Zij reageert geïrriteerd en boos en beschuldigd hem ervan, dat hij haar tot een huwelijk wil dwingen waar zij nog niet klaar voor is en gaat naar de badkamer. Denny trapt de deur in en vertelt haar kwaad, dat hij genoeg heeft van haar steeds wisselende stemmingen; later leggen ze het bij. Tijdens bouwwerkzaamheden in het gebied rondom de huizen van Terry en Denny ontdekt een bouwvakker een half afgedekte oude waterput, waarin het lichaam van Grey Wolfmeyer wordt gevonden. Dit betekent, dat hij zijn familie nooit heeft verlaten, maar waarschijnlijk in de bron gevallen is en daarbij verdronken is. Als de Wolfmeyers en Denny de begrafenis van Grey verlaten, komt Terry met zichzelf en de keuzes van haar dochters in het reine en vindt ze eindelijk innerlijke rust.

## Rolverdeling
| Acteur            | Personage                   |
| ----------------- | --------------------------- |
| Joan Allen        | Terry Ann Wolfmeyer         |
| Kevin Costner     | Denny Davies                |
| Evan Rachel Wood  | Lavender 'Popeye' Wolfmeyer |
| Alicia Witt       | Hadley Wolfmeyer            |
| Erika Christensen | Andy Wolfmeyer              |
| Keri Russell      | Emily Wolfmeyer             |
| Mike Binder       | Adam 'Shep' Goodman         |
| Tom Harper        | David Junior                |